# Jean de Balaguier
Jean de Balaguier de Monsalès, mort en 1576, est un évêque français du XVIe siècle. 

## Biographie
Il est le fils de Gaspard Ier de Balaguier, baron de Montsalès, et de Jeanne de Rabastens (?).
Jean de Balaguier est nommé évêque de Bazas en 1564 et a à lutter contre les réformés. En attendant ses bulles pour l'évêché de Bazas, Jean de Balaguier est fait évêque de Cahors en 1564. Ses promotions sont en contravention avec les statuts du chapitre de chanoines qui voulait que l'élu soit membre du chapitre et même du concordat qui prévoyait qu'il devait être licencié ou docteur.  Il est alors déjà septuagénaire, mais il y combat avec zèle pour résister aux calvinistes bien que le Quercy soit généralement préservé des massacres. Son frère François lui succède comme évêque de Bazas.